# Hornsubstanz

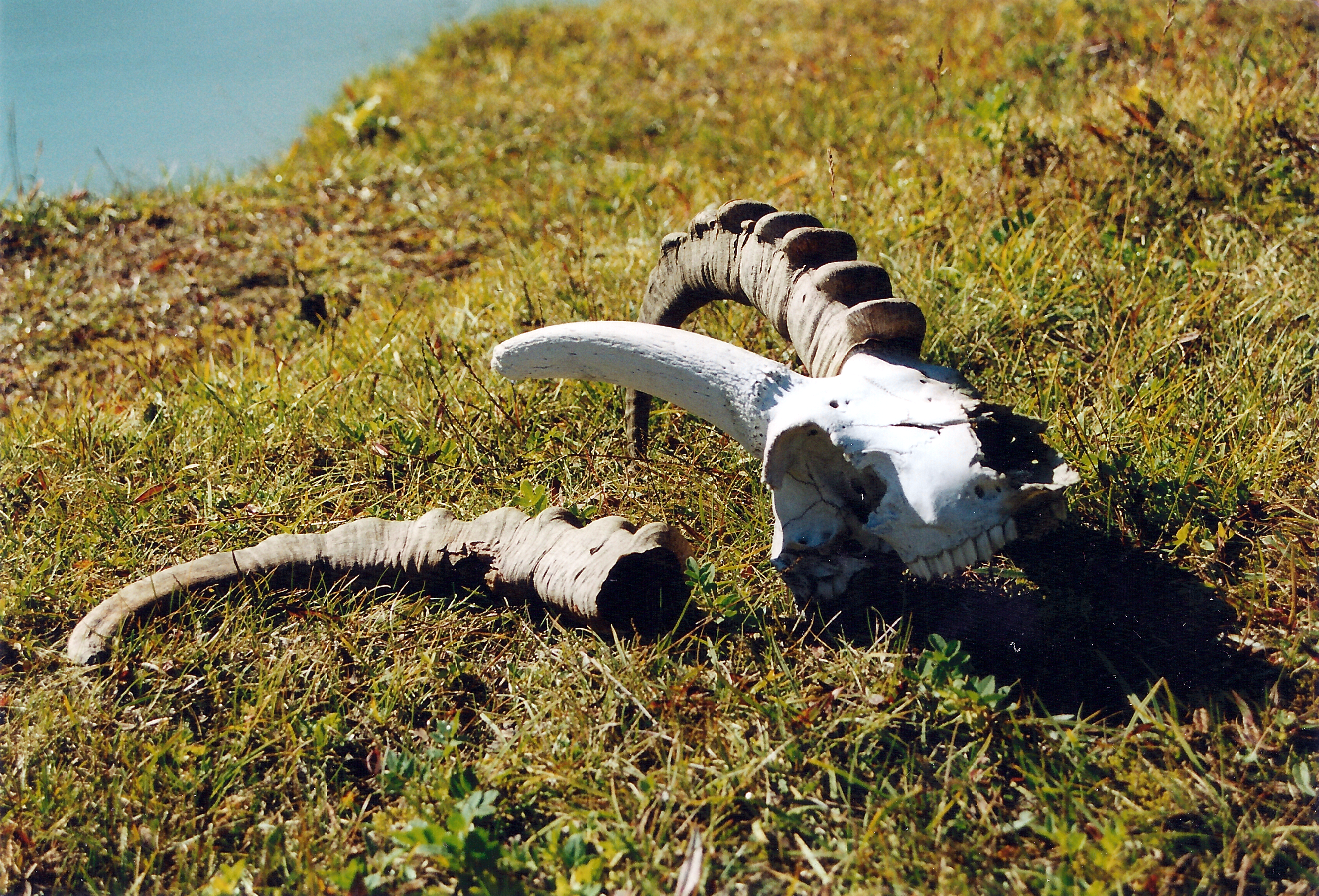
Horn abgelöst vom Schädel eines Steinbocks

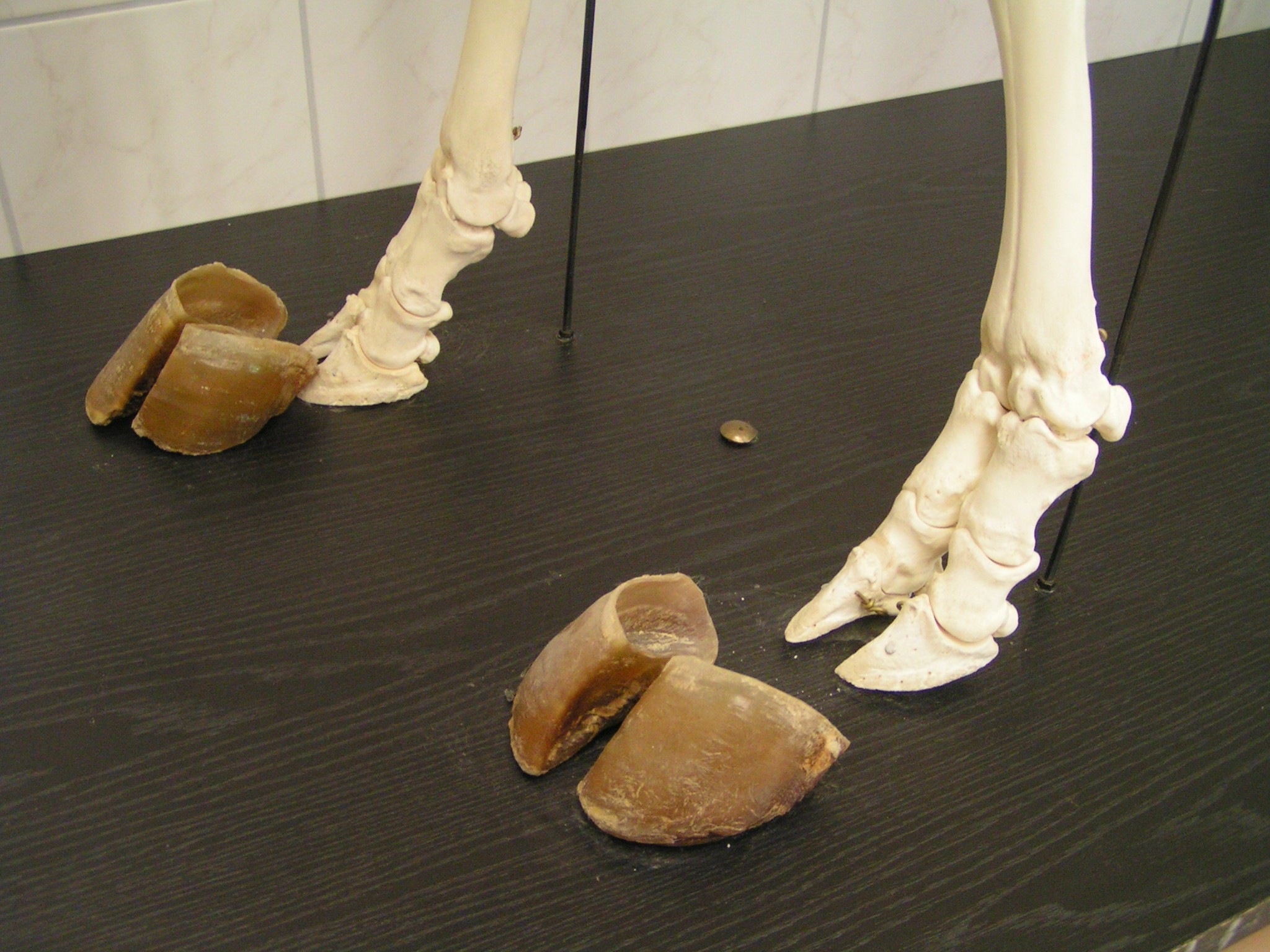
Fußknochen und Klauen eines Hausrindes

Die Hornsubstanz – kurz auch als Horn bezeichnet – ist das harte Material, welches von der Haut gebildet wird und hauptsächlich aus verhornten, also mit Keratin angefüllten, abgestorbenen Zellen (den Keratinozyten) besteht.
Aus diesem Material sind beispielsweise Säugetierhaare, Finger- und Zehennägel, Krallen, Klauen, Hufe, Hörner, Nasenhörner der Nashörner, Stacheln der Igel, Barten der Wale, Schnäbel und Federn der Vögel, Hornschuppen und die äußere Panzerbedeckung der Reptilien aufgebaut.

## Eigenschaften
Die Hornsubstanz ist härter und schwerer als Holz, jedoch leichter und elastischer als Knochen. Horn hat eine Reißlänge von etwa 31 km. Seine Druckfestigkeit beträgt bis zu 30 kN pro Quadratzentimeter. Es ist unter Druck bis zu 3 % elastisch, d. h. reversibel komprimierbar. Horn ist auf Druck stärker belastbar als auf Zug, wird es durch Biegung überbeansprucht, so bricht es auf der Zugseite. Es ist nicht brennbar, nicht löslich in Wasser und schwachen Laugen/Säuren, jedoch in starken Laugen/Säuren. Pigmentfreies Horn kann transluzent sein (Hörner der Albino-Tiere, menschliche Fingernägel).

## Bearbeitung
Ähnlich wie Holz kann Horn geraspelt, gesägt, gebohrt, geschnitzt, gespalten oder geschliffen werden. Bleichen ist ebenfalls möglich. Um Horn kleben zu können, muss es durch gründliches Entfetten vom Klauenöl befreit werden, z. B. durch Einlegen in Benzin.
Manche Hornarten neigen beim Bearbeiten zu Delamination, d. h. ganze Schichten spalten sich der Länge nach ab, insbesondere beim Rinderhorn. Werden dünne Hornstücke/-streifen gebraucht, kann der Effekt dagegen erwünscht sein (z. B. für Hornbücher).
Durch mehrtägiges Einlegen in Wasser kann Horn formbar gemacht werden. Noch stärker formbar wird es jedoch durch 20-minütiges Kochen, es kann dann heiß in fast jede beliebige Form gebogen werden (dünne Streifen kann man sogar verknoten), nach dem Abkühlen und Trocknen bleibt die neue Form erhalten. Auch durch trockene Hitze über der Flamme kann man Horn etwas formen.
Die größten zusammenhängenden Hornplatten von bis zu 3 Meter Länge sind die Walbarten (Fischbein).

## Verwendung
Vor der Erfindung der Kunststoffe wurde Hornsubstanz oft wie diese verwendet. Heute wird sie vor allem noch zur Herstellung von Knöpfen, Kämmen, Löffeln, Messergriffen und Schmuckgegenständen wie Schnitzereien verwendet, wenngleich es auch hier oftmals durch billigeren Kunststoff imitiert und fast verdrängt wurde. Aufgrund seiner Eigenschaften (Elastizität, Druckfestigkeit, Resistenz gegenüber Umwelteinflüssen (s. o.)) ist es jedoch ein höherwertiges Material als Kunststoff. Bei Kämmen z. B. fehlen die Pressnähte, welche bei Kunststoff vorkommen und das Keratin der Haare schädigen können. Auch als Material für Bögen eignet es sich, durch seine reversible Verformbarkeit (4–5 × größer als die von Holz) hervorragend.
Auch das Blasinstrument Schofar besteht aus Horn; es wird zum Gottesdienst am jüdischen Neujahrstag Rosch ha-Schana und zum Versöhnungsfest Jom Kippur geblasen. Außerdem geht das (Blas-)Horn auf die Rinderhörner früher Tage zurück.
Weitere Gegenstände die aus Horn gefertigt werden bzw. wurden: das Hornbuch, der Kompositbogen, das Korsett, wasserdichte Gefäße, das Pulverhorn und viele mehr.
Hornspäne und Hornmehl sind ein wertvoller Stickstoffdünger.